# Phyllonorycter quercus
Phyllonorycter quercus är en fjärilsart som först beskrevs av Hans Georg Amsel 1935.  Phyllonorycter quercus ingår i släktet guldmalar, och familjen styltmalar.
Artens utbredningsområde är Israel. Inga underarter finns listade i Catalogue of Life.